# Amegilla bequaerti
Amegilla bequaerti es una especie de abeja excavadora perteneciente al género Amegilla, categorizada en la tribu Anthophorini, de la subfamilia Apinae.
Fue descrita científicamente por el naturalista inglés Theodore Dru Alison Cockerell en 1930. Aparece registrada y publicada en una sección de Systematics and Phylogeny of the Anthophorine Bees (Hymenoptera: Anthophoridae; Anthophorini). The University of Kansas Science Bulletin, Vol. 53, No. 9 de 1988.

## Distribución
Se distribuye por África, en Liberia, en el condado de Montserrado.